# Yaginumaella nanyuensis
Yaginumaella nanyuensis är en spindelart som beskrevs av Xie L., Peng X. 1995. Yaginumaella nanyuensis ingår i släktet Yaginumaella och familjen hoppspindlar. Inga underarter finns listade i Catalogue of Life.